# 基流・ザ・ビャー
基流・ザ・ビャー（きりゅう・ザ・ビャー、1980年11月3日 - ）は、日本のキックボクサー。千葉県出身。身長171cm。サムライ修斗クラブ所属。元日本プロキックボクシング連盟スーパーライト級王者。髪型はリーゼント。千葉市立山王中学校出身。
入場テーマ曲は三好鉄生の、すごい男の唄。

## 経歴
後のMA王者壮泰（MA日本キックボクシング連盟スーパーライト級王者）や久保園ルイス（WMAF世界ミドル級王者）らとの対戦は引き分けに終わった。
基流・ザ・ハイネケンのリングネームで活動していたこともある。
2012年6月24日、メインイベントで板倉直人と対戦、相手のローキックを下腹部に偶発的に受けたことから、ドクターストップがかかりノーコンテストとなった。